# Staufen (berg i Österrike)
Staufen är ett berg i Österrike.   Det ligger i distriktet Dornbirn och förbundslandet Vorarlberg, i den västra delen av landet, 500 km väster om huvudstaden Wien. Toppen på Staufen är 1 465 meter över havet, eller 308 meter över den omgivande terrängen. Bredden vid basen är 1,7 km.
Terrängen runt Staufen är varierad. Runt Staufen är det ganska tätbefolkat, med 166 invånare per kvadratkilometer.. Närmaste större samhälle är Dornbirn, 4,4 km norr om Staufen. 
I omgivningarna runt Staufen växer i huvudsak blandskog.